# Alonso Miguel de Tovar
Alonso Miguel de Tovar, uneori (mai puțin corect) numit Tobar (n. 1678, Higuera de la Sierra⁠(d), Andaluzia, Spania – d. 11 septembrie 1752, Madrid, Madrid⁠(d), Spania) a fost un pictor spaniol baroc, numit pictor de curte de Filip al V-lea în 1723.

## Cariera timpurie
Alonso Miguel de Tovar s-a născut în Higuera de la Sierra⁠(d), lângă Aracena⁠(d) în 1678, într-o ramură secundară și sărăcită a ilustrei familii Tovar, a lorzilor de Tovar, mai târziu marchizi de Berlanga. S-a pregătit la Sevilla sub conducerea lui Juan Antonio Ossorio și Juan Antonio Fajardo, după ce a realziat numeroase picturi religioase, printre care Doamna Consolării cu sfinții Francisc, Iacob și un donator clerical (1720), în Catedrala din Sevilla și Sfântul Francisc primind stigmate (c. 1720), în Academia Regală din San Fernando, Madrid. A fost numit pintor de cámara regelui Felipe al IV -lea în aprilie 1729, luând locul lui Teodoro Ardemans⁠(d). În ambele situații se observă influența lui Murillo: coloritul este viu și desenul precis, chiar dacă ușor rigid, iar ambele lucrări arată ceea ce s-a numit o evlavie blândă și necomplicată, diferită într-o oarecare măsură de tradiția picturii religioase spaniole.
A pictat o pânză a Nuestra Señora del Consuelo în 1720 pentru o biserică din Sevilla. S-a întors la Madrid în 1734, unde a murit.

## Cariera ca pictor de curte
Tovar a fost numit pictor de curte în 1729, când curtea spaniolă s-a mutat la Sevilla, luând locul lui Teodoro Ardemans. Acolo a colaborat cu Jean Ranc⁠(d), pictând probabil replici ale portretelor acestuia din urmă. Printre propriile sale portrete se numără Portretul unei fete tinere (1732), aflată acum în Meiningen, la Schloss Elisabethenburg. În 1733, el a călătorit alături de curtea regală când s-a întors la Madrid și este posibil să fi lucrat ca asistent al lui Louis-Michel van Loo. Tovar a pictat probabil și tema Sfântului Păstor, populară printre artiștii din Sevilla ai timpului său. Însă, dintre picturile atribuite lui doar cea din biserica de la Cortelazor, lângă Aracena, semnată în 1748, este considerată autentică.